# Oswaldo Brenes Álvarez
Pour les articles homonymes, voir Brenes (homonymie) et Alvarez.
Oswaldo Brenes Álvarez, né le 5 août 1942 à Liberia (Costa Rica) et mort le 11 février 2013, est un prélat catholique costaricien.

## Biographie
Oswaldo Brenes Alvarez a été ordonné prêtre en 1966. En 2008, il est nommé évêque de Ciudad Quesada. Il prend officiellement sa retraite le 31 décembre 2012.

## Sources
- Profil sur Catholic hierarchy